# Isophellia madrynensis
Isophellia madrynensis is een zeeanemonensoort uit de familie Isophelliidae.
Isophellia madrynensis is voor het eerst wetenschappelijk beschreven door Zamponi & Acuña in 1992.